# Жапуатан
Жапуатан (порт. Japoatã)  —  муниципалитет в Бразилии, входит в штат Сержипи. Составная часть мезорегиона Восток штата Сержипи. Входит в экономико-статистический  микрорегион Жапаратуба. Население составляет 14 846 человек на 2006 год. Занимает площадь 397,4 км². Плотность населения — 37,36 чел./км².

## История
Город основан в 1926 году.

## Статистика
- Валовой внутренний продукт на 2004 составляет 71.261.007,00 реалов (данные: Бразильский институт географии и статистики).
- Валовой внутренний продукт на душу населения на 2004 составляет 4.987,47 реалов (данные: Бразильский институт географии и статистики).
- Индекс развития человеческого потенциала на 2000 составляет 0,604 (данные: Программа развития ООН).